# Carex pendula
Carex pendula és una espècie de Carex, de les més vistosos de la flora europea i és freqüent en zones humides i ombrívoles com boscos de ribera de la península Ibèrica, sent una planta herbàcia perenne.

## Distribució

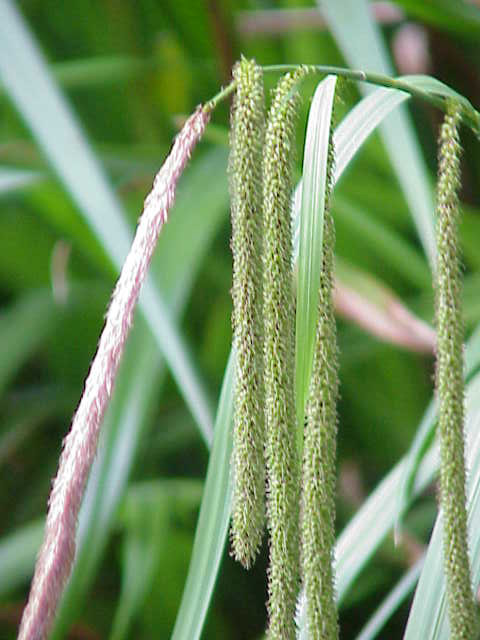
Espigues

És nadiua de l'oest, centre i àrees meridionals d'Europa, trobant-se al nord de Suècia, Dinamarca, Escòcia, assolint la latitud 58° N. També es troba en el nord-oest d'Àfrica, Açores, Madeira i Orient Mitjà. Ha estat introduïda a Nova Zelanda, i molt expandida pels EUA registrant-se de Washington a Virgínia.

## Morfologia
Forma mates altes de 18 dm i excepcionalment 25 dm; en el seu extrem es desenvolupa una panícula poc densa. Està es compon d'inflorescències pèndoles en forma d'espiga que contenen cada punta una part masculina i femenina.
Les inflorescències masculines mesuren fins a 16 cm d'altura, mentre que les femenines superen els 25 cm. Les flors com en els altres membres del gènere, són molt reduïdes dins d'una estructura i no representen periant (embolcall floral que protegeix i envolta als estams i els carpels i que en general està formada per pètals i sèpals), per la qual cosa la pol·linització té lloc gràcies al vent. Les flors femenines queden incloses dins d'una estructura membranosa dita utricle i originen una petita núcula. El gènere Carex és potser el més diversificat de la flora europea i s'estén principalment per boscos i prats de muntanyes.

## Sinonímia
- Trasus pendulus (Huds.) Gray, Nat. Arr. Brit. Pl. 2: 65 (1821).
- Manochlaenia pendula (Huds.) Fedde & J.Schust. (1913 publ. 191).
- Carex maxima Scop. (1772).
- Carex agastachys L.f. (1782).
- Carex mutabilis Willd. (1787).
- Carex myosuroides Lowe (1833), nom. illeg.
- Carex pendula var. myosuroides Boott (1867).
- Carex maxima var. angustifolia Albov (1895).
- Carex pendula f. pallida Asch. & Graebn. (1903).
- Carex pendula var. angustifolia (Albov) Kük. in H.G.A.Engler (ed.) (1909).[2]